# Аргентинская геморрагическая лихорадка
Аргентинская геморрагическая лихорадка (АГЛ) — остро текущее инфекционное заболевание, относится к зоонозам с природной очаговостью. Для заболевания характерна: лихорадка, экзантема, разной выраженности тромбогеморрагическим синдром.

## Этиология и эпидемиология
Возбудителем аргентинской геморрагической лихорадки является вирус Хунин (по названию города, где зарегистрированы первые случаи болезни). Его причисляют к аренавирусам, к этой же группе вирусов относятся возбудители лихорадки Ласса и боливийской геморрагической лихорадки. Вирус вызывает заболевание у новорождённых белых мышей и хомяков. Культивацию вируса осуществляют на куриных эмбрионах и в культуре перевиваемых клеток.
Резервуаром и источником инфекции являются грызуны Calomis laucha, Calomis musculinus. Вирус удалось выделить также от гамазовых клещей. Для заболевания характерна сезонность — с февраля по июнь, наибольшее число заболевших наблюдается в мае. Болеют преимущественно сельские жители. Инфицирование происходит воздушно-пылевым путём, вдыхая пыль, инфицированную грызунами. Заражение может происходить и через продукты питания, инфицированные мочой грызунов.
Эпидемические вспышки наблюдаются ежегодно, число заболевших колебалось от 100 до 3500 человек. Эндемические области АГЛ охватывает приблизительно 150 000 км², создавая риск эпидемий в провинциях Буэнос-Айрес, Кордова, Санта-Фе и Ла-Пампа, потенциально жертвами инфекции может стать до 5 миллионов человек. В связи с этим Аргентинская геморрагическая лихорадка была отнесена к группе забытых (пренебрегаемых) болезней. Чаще всего заболевание развивается у людей, которые проживают или работают в сельских районах; 80 % пострадавших являются мужчин в возрасте от 15 до 60 лет.

## Патогенез
Ряд вопросов патогенеза изучены слабо. Воротами инфекции являются слизистые оболочки респираторных органов и пищеварительного тракта, возможно инфицирование через микротравмы кожи. На месте вторжения возбудителя инфекции первичного аффекта не наблюдается. Характерна диссеминация вируса и поражение ряда органов и систем. Большую роль в патогенезе играет развитие тромбогеморрагического синдрома.

## Клиническая картина
Инкубационный период варьируется от 6—8 до 12-16 дней. Как правило, развитие заболевания происходит постепенно. В начальном периоде продолжительностью 3-4 дня наблюдаются общетоксические проявления — недомогание, головная боль, раздражительность, озноб. Часто отмечаются мышечные боли, особенно в поясничной области. Нередко на слизистых оболочках полости рта можно выявить кровоизлияния, эрозии. Могут отмечаться катаральные (воспалительные) изменения верхних дыхательных путей. К концу этого периода температура достигает уровня 39-40 °C.
В ходе дальнейшего развития инфекции, наступает стадия обострения заболевания продолжительностью 8-12 дней. В этом периоде наблюдаются ремиттирующая высокая температура и развитие шоковых реакций. При осмотре больных отмечаются яркое покраснение и одутловатость лица, шеи, иногда субиктеричность (незначительная желтушность) склер и кожи. На слизистых оболочках появляются кровоизлияния, часто геморрагическая сыпь. При тяжелом течении болезни наблюдаются желудочно-кишечные кровотечения, кровохарканье.
Со стороны сердечно-сосудистой системы наблюдается снижение частоты сердечных сокращений и повышение артериального давления. Нередко выявляются трахеобронхит и бронхопневмония. Часто определяются увеличение печени и селезёнки, а также полиаденит. Мочевыделение у больных обычно снижается. В зависимости от степени выраженности токсического и геморрагического синдромов выделяют стертые, легкие, среднетяжелые и тяжелые формы болезни. Последние характеризуются массивным геморрагическим синдромом, энцефалитом, комой, почечной недостаточностью и ранней смертью больных (на 3-5-й день болезни).

## Диагностика
При в общем анализе крови наблюдается снижение уровня лейкоцитов, увеличение количества лимфоцитов, почти полное отсутствие нейтрофилов, снижение уровня тромбоцитов. Закономерно выявляется понижение уровня протромбина, фибриногена и других факторов свертывания крови. Часто определяются наличие в моче альбуминов, крови, цилиндров. Смертность колеблется от 6 до 20 %.
Диагноз заболевания выставляется на основании данных анамнеза, клинических и лабораторных исследований. Специфическая диагностика заключается в выделении вируса в первые 3-12 дней болезни и антител, нейтрализующих вирус в конце 3-й недели заболевания.

## Лечение
В настоящее время специфическая терапия отсутствует. Лечение заболевание симптоматическое направленное на устранение шока и дезинтоксикацию. Имеются данные, о положительно влиянии введения плазмы выздоравливающих больным в разгар заболевания. При таких манипуляциях летальность снижается с 16% до 1%. В опыте с приматами выявлена эффективность рибавирина.

## Профилактика
Специфическая профилактика не создана. Предотвращение заболевания достигается не специфическими методами. В основе профилактических мероприятий лежит дератизация, дезинсекция, обеспечение соблюдения гигиенических требований к пище и вдыхаемому воздуху.

### Вакцина
Candid#1 вакцина от АГЛ была создана в 1985 году аргентинским вирусологом доктором Хулио Баррера-Оро. Вакцина была изготовлена в Институте Солка в США, и стала доступна в Аргентине с 1990 года.
Candid#1 была применена для взрослого населения с высоким риском заражения. Эффективна в 95,5 %. 29 августа 2006 года, Maiztegui институт получил сертификат на производство вакцины в Аргентине. План вакцинации ещё не изложен, но бюджет на 2007 год позволяет изготовить 390 000 доз, в Аргентине она стоит 8 песо каждая (около $2,6 или €2). Институт имеет возможность для производства в один год 5 миллионов доз, необходимых для вакцинации всего населения эндемичных районов.
С 1991 года более 240 000 людей были вакцинированы, достижение большого снижение числа зарегистрированных случаев (94 подозреваемых и 19 подтверждённых в 2005).
Вирус Хунин схож с вирусом Мачупо и, таким образом, вакцина от АГЛ рассматривается в качестве хорошей защиты также от боливийской геморрагической лихорадки.

## Военное использование
Аргентинская геморрагическая лихорадка исследовалась СССР и США в качестве потенциального биологического оружия, прежде чем страны приостановили программы развития биологического оружия.